# 5-HT receptor
Serotoninski receptori, takođe poznati kao 5-hidroksitriptaminski receptori ili 5-HT receptori, su grupa G protein-spregnutih receptora i ligandom-kontrolisanih jonskih kanala nađenih u centralnom i perifernom nervnom sistemu. Oni posreduju pobuđivačku i inhibitornu neurotransmisiju. Serotoninski receptori su aktivirani neurotransmiterin serotoninon, koji deluje kao njihovi prirodni ligand.
Serotoninski receptori posreduju oslobađanje mnogih neurotransmitora, kao što su glutamat, GABA, dopamin, epinefrin / norepinefrin, i acetilholin, kao i mnogih hormona, oksitocin, prolaktin, vazopresin, kortizol, kortikotropin, i supstanca P, između ostalih. Serotoninski receptori vrše uticaj na razne biološke i neurološke procese kao što je agresija, anksioznost, apetit, spoznaja, učenje, memorija, raspoloženje, mučnina, spavanje, i termoregulacija. Serotoninski receptor su meta mnogobrojnih farmaceutskih i zabranjenih medikamenata, uključujući mnoge antidepresante, antipsihotike, anoreksike, antiemetike, gastroprokinetičke agense, antimigrenske agense, halucinogene, i entaktogene.

## Klasifikacija
Sa izuzetkom 5-3 receptora, koji je ligandom-kontrolisani jonski kanal, svi drugi serotoninski receptori su G protein spregnuti receptori koji aktiviraju intracelularnu kaskadu sekundarnih glasnika čime proizvode pobuđivački ili inhibitorni respons.

### Familije
| Familija | Tip                                          | Mehanizam                       | Potencijal  |
| 5-1      | -protein spregnuti.                          | Umanjuje ćelijske nivoe cAMP.   | Inhibitorni |
| 5-2      | -protein spregnuti.                          | Povišava ćelijske nivoe 3 i .   | Pobuđivački |
| 5-3      | Ligandom-kontrolisani + i + katjonski kanal. | Depolarizuje ćelijsku membranu. | Pobuđivački |
| 5-4      | -protein spregnuti.                          | Povišava ćelijske nivoe cAMP.   | Pobuđivački |
| 5-5      | -protein spregnuti.                          | Umanjuje ćelijske nivoe cAMP.   | Inhibitorni |
| 5-6      | -protein spregnuti.                          | Povišava ćelijske nivoe cAMP.   | Pobuđivački |
| 5-7      | -protein spregnuti.                          | Povišava ćelijske nivoe cAMP.   | Pobuđivački |

## Spoljašnje veze
- Serotonin+Receptors на 
- „5-Hydroxytryptamine Receptors”. IUPHAR Database of Receptors and Ion Channels. International Union of Basic and Clinical Pharmacology. Архивирано из оригинала 01. 06. 2016. г.
- Rubenstein, LA, Lanzara RG (16. 2. 2005). „Activation of G protein-coupled receptors entails cysteine modulation of agonist binding”. Cogprints. Приступљено 11. 4. 2008.